# Ala de Dragón
Ala de Dragón (1990) es la primera novela de Margaret Weis y Tracy Hickman perteneciente a la serie El Ciclo de la Puerta de la Muerte.
Después de la trilogía La Rosa del Profeta, Margaret Weis y Tracy Hickman se embarcaron en una ambiciosa saga de siete volúmenes que se iniciaron con Ala de Dragón. Tal y como describe el editor, "Los preeminentes narradores de historias Margaret Weis y Tracy Hickman, han redefinido la fantasía épica. Desde la publicación de su serie Dragonlance, millones de lectores han disfrutado de su capacidad creadora de mundos ficticios, la rica caracterización y las historias intrincadas de su obra. Ahora estos autores llevan sus talentos a una de las creaciones de fantasía más innovadoras con Ala de Dragón, el primer volumen de El Ciclo de la Puerta de la Muerte."

## Resumen
Ariano, el Mundo del Aire, se compone enteramente de porosas islas flotantes, alineadas en tres altitudes bien diferenciadas. En el Reino Inferior, los enanos (llamados "Gegs", palabra élfica que significa "insectos") viven en el continente de Drevlin y sirven alegre y laboriosamente a la gigantesca Tumpa-Chumpa, una máquina del tamaño de una ciudad cuya función es la de suministrar agua a todo el mundo de Ariano. En el Reino Medio, los elfos y los humanos han estado guerreando los unos con los otros o entre ellos mismos por el control del agua, estatus y beneficio propio. Por encima de todos ellos, en el Reino Superior, viven los Misteriarcas, magos humanos aislados cuyo rango pertenece a la Séptima Casa. Estos fueron algunos de los magos más poderosos de entre los suyos, abandonando a sus anteriores compañeros humanos por rechazo a las constantes guerras, pero nunca llegaron a igualar en poder a las razas perdidas de los Sartan y los Patryn.
Al comienzo de la novela, el Señor del Nexo Xar instruye a un discípulo sobre su tarea en Ariano. Este viajará a Ariano con el propósito de espiar discretamente a los Sartan, la raza que encarceló hace tanto tiempo a los suyos antes de que desaparecieran misteriosamente. Allí, el discípulo propagará el caos para preparar el camino de regreso de su Señor, sin revelar en ningún momento que él mismo pertenece a la raza de los Patryn. Llegado el momento, el Señor conquistará todos los mundos y los unirá en uno solo bajo su control. Los Patryn así alcanzarán su venganza contra sus enemigos los Sartan.
En Ariano, un asesino a sueldo llamado “Hugh la Mano” es contratado por el “Rey Stephen”, teóricamente gobernante de toda la humanidad, para asesinar al príncipe heredero “Bane”. Realmente Bane no es hijo ni de Stephen ni de la mujer de este, la “Reina Anne”, sino que fue intercambiado al nacer por el hijo del misteriarca Sinistrad, y se comunica con su verdadero padre a través de un amuleto encantado en forma de pluma que provoca que los demás le adoren a pesar de su inicial rechazo por el intercambio. Bane es un niño muy taimado, encantador pero ambicioso, y totalmente dueño de sí mismo. Hugh se lleva consigo a Bane fuera de la fortaleza del Rey Stephen, acompañados por el criado de Bane, el calvo y desgarbado “Alfred Montbank”, quien es muy propenso al desmayo a la menor señal de peligro y al tropiezo con cualquier cosa en su camino (y en ocasiones con ninguna).
A su vez, en Drevlin, un Geg está siendo juzgado por cometer el crimen de pensar demasiado. “Limbeck Aprietatuercas” parece obsesionado por saber el “porqué” de todas las cosas, pero su creencia más herética es la que promulga que los (W)elfos, quienes descienden volando en sus gigantescas naves dragón para recibir sus tributos de grandes cantidades de agua cada mes aproximadamente, no son dioses al fin y al cabo. Y así lo mantiene porque hubo una vez en la que Limbeck halló el cadáver de un Welfo entre los restos de una nave dragón estrellada, e incluso su pareja, “Jarre”, no cree que un dios pueda morir. Sentenciado a muerte por lanzamiento desde los confines del continente en ala delta, Limbeck consigue aterrizar accidentadamente en una pequeña isla a cierta distancia de profundidad, dónde descubre un hombre herido cuya nave averiada está recubierta de unas runas resplandecientes. La Tumpa-Chumpa de manera inadvertida destruye la nave, pero Limbeck logra salvar al hombre a tiempo. Es entonces cuando empieza a creer que el hombre herido se trata también de un dios, un dios que podría competir con los Welfos, así que decide traer de vuelta a Drevlin al hombre inconsciente valiéndose de un manipulador, una especie de cámara pequeña similar a una mano metálica colgada de una largo cable que los Gegs utilizan para desatascar las gigantescas palas de la Tumpa-Chumpa cuando estas se quedan atrapadas en tierra. Junto a ellos, les acompaña un enigmático perro que rechaza en todo momento separarse del lado del dios a pesar de sus propias heridas.
Haplo (el nuevo dios de Limbeck y el mismo discípulo que se mencionaba en el prólogo), despierta en Drevlin no mucho antes de que Hugh, Bane y Alfred se estrellaran allí también. Empieza a verse claramente que el perro de Haplo es algo más que cualquier otro perro; es muy inteligente y Haplo puede oír a través de sus oídos. Limbeck, habiendo oído hablar de los “otros dioses”, acoge a Haplo para indagar sobre el tema, pero el caos estalla al llegar a conocerse las noticias entre la población local y acaba con el grupo dividido. Todos excepto Alfred y Jarre son rápidamente apresados; ambos deciden hacer un viaje al interior de los túneles bajo la Tumpa-Chumpa con la intención de liberarlos; es allí dónde se encuentran por casualidad una sala que aloja sarcófagos de cristal que contienen personas bellas y con expresiones tristes. De aquí, dice Alfred, es de dónde él proviene. Alfred es también apresado y Jarre consigue escapar. En prisión, Alfred se acerca a Haplo cuando este se halla dormido y confirma, para su propio horror, su sospecha de que Haplo ocultaba las runas Patryn de su cuerpo bajo los vendajes.
El líder de los Gegs presenta los prisioneros a los Welfos como falsos dioses, con Limbeck entre ellos con la esperanza de que los Welfos lo ejecuten junto con los demás y así poder limpiarse las manos. Varias circunstancias (un motín contra el tiránico capitán élfico, una rebelión enana contra sus caudillos) lleva a Bane a contratar la nave para llevarle a las alturas, hacia el Reino Superior, dónde su padre supuestamente les recompensará a todos. El nuevo capitán de la nave acepta los términos.
En el Reino Superior, Haplo toma su decisión: se traerá al príncipe Bane consigo a el Nexo, con el fin de que el Señor del Nexo haga buen uso de él. A su vez, Hugh se enamora de la mujer de Sinistrad, Iridal, la cual fue una vez una noble y buena mujer que pensó que el que entonces iba a ser su marido bromeaba cuando le contó que era un hombre malvado. Limbeck se lamenta de sus revelaciones sobre la verdad de los oprimentes (W)elfos y finalmente toma la decisión de llevar a su pacífica gente a la guerra.
Haplo está a punto de llevar a cabo su plan cuando escucha, a través de su perro, a Bane revelándole a Alfred que sabe que él es un Sartan. Bane descubrió a Alfred trabajando con magia rúnica Sartan, algo que nadie más en Ariano (ni siquiera los poderosos misteriarcas) podrían hacer. De hecho, en una ocasión la magia rúnica de Alfred salvó a Bane de una muerte segura. Haplo se apresta a enfrentarse a Alfred pero ambos se dan cuenta de que una batalla mágica llamaría demasiado la atención, algo que el Señor de Haplo le ordenó evitar por todos los medios. Así pues, Haplo se tiene que contentar llevándose con él a Bane tal como tenía planeado. Hugh, mientras tanto, logra asesinar a Sinistrad para liberar a Iridal y su hijo de la influencia malvada de Sinistrad, pero Hugh muere durante el ataque. La mascota de Sinistrad, un dragón de azogue, una vez liberado del control mental de su amo, comienza a destruir el castillo, pero Alfred consigue subyugarlo con su magia y junto con Iridal, deciden dar caza a Haplo, pero llegan demasiado tarde para rescatar a Bane. Haplo regresa a el Nexo y comienza a preparar su próximo viaje: Pryan, el Mundo del Fuego.
- Datos: Q2630156